# Shawo
Shawo är en ort i Kina. Den ligger i provinsen Hubei, i den centrala delen av landet, omkring 71 kilometer öster om provinshuvudstaden Wuhan. Antalet invånare är 26 842. Befolkningen består av 12 342 kvinnor och 14 500 män. Barn under 15 år utgör 15,0 %, vuxna 15-64 år 75 %, och äldre över 65 år 9,0 %.
Runt Shawo är det mycket tätbefolkat, med 1 517 invånare per kvadratkilometer. Närmaste större samhälle är Huanggang, 14,3 km nordväst om Shawo. Trakten runt Shawo består till största delen av jordbruksmark.
Genomsnittlig årsnederbörd är 1 963 millimeter. Den regnigaste månaden är maj, med i genomsnitt 276 mm nederbörd, och den torraste är januari, med 55 mm nederbörd.